# Philip Kibitok
Philip Kibitok (ur. 23 marca 1971 w Nairobi) – kenijski lekkoatleta, średniodystansowiec, największe sukcesy odnoszący w biegu na 800 metrów.
Jego młodszy brat – Noah Ngeny także uprawiał biegi średniodystansowe, zdobył m.in. złoty medal igrzysk olimpijskich w Sydney (2000).

## Osiągnięcia
| Rok  | Impreza                    | Miejsce  | Pozycja                | Wynik   |
| ---- | -------------------------- | -------- | ---------------------- | ------- |
| 1995 | Mistrzostwa świata         | Göteborg | półfinał – 14. miejsce | 1:49,87 |
| 1995 | Światowe igrzyska wojskowe | Rzym     | 1. miejsce             | 1:45,63 |
| 1996 | Igrzyska olimpijskie       | Atlanta  | półfinał – 10. miejsce | 1:45,58 |

Złoty medalista mistrzostw Kenii (1996).

## Rekordy życiowe
- Bieg na 800 m – 1:43,55 (1996)